# نيكي أموكا بيرد
نيكي أموكا بيرد (بالإنجليزية: Nikki Amuka-Bird)‏ مواليد 27 فبراير 1976 في نيجيريا، هي ممثلة بريطانية بدأت مسيرتها الفنية عام 1998.

## الأعمال
- صعود جوبيتر
- سندباد
- روبن هود
- الطالع
- الحياة الآخرة
- حكايات كانتربري

## وصلات خارجية
- نيكي أموكا بيرد على موقع IMDb (الإنجليزية)
- نيكي أموكا بيرد على موقع ألو سيني (الفرنسية)
- نيكي أموكا بيرد على موقع أول موفي (الإنجليزية)
- نيكي أموكا بيرد على موقع قاعدة بيانات الأفلام السويدية (السويدية)
- نيكي أموكا بيرد على موقع قاعدة بيانات الفيلم (الإنجليزية)
- نيكي أموكا بيرد على موقع كينوبويسك (الروسية)